# Tatul de Vananda
Tatul (em armênio: Թաթուլ; romaniz.: Tʼatʼul) foi um nobre armênio (nacarar) do século V, membro da dinastia local de Vananda, ativo durante o reinado do xainxá Isdigerdes II (r. 438–457).

## Nome
Tatul (Թաթուլ, Tʼatʼul) é um nome de origem armênia, derivado de tʼatʼul (թաթուլ), "pata dianteira", que é um diminutivo de tat (թաթ), "mão, pé".

## Contexto

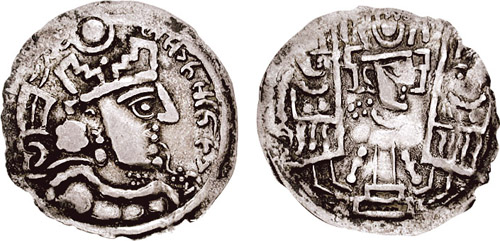
Dracma de r.

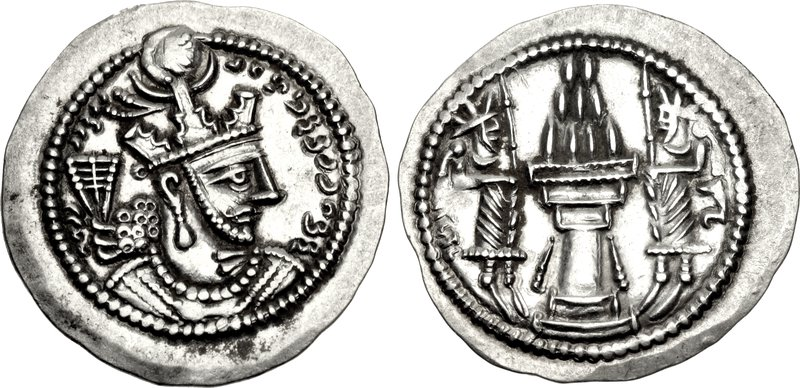
Dracma de r.

Em 428, os nacarares da Armênia peticionaram ao xainxá Vararanes V (r. 420–438) para que destronasse o rei Artaxias IV (r. 422–428) e abolisse a dinastia arsácida. Para governar o país, Vemir-Sapor foi nomeado como marzobã e e Vaanes II foi designado à tenência real. Vemir-Sapor morreu em 442, após uma administração considerada justa e liberal, na qual conseguiu manter a ordem sem ferir o sentimento nacional de frente. Vasaces I substituiu-o como marzobã. Vararanes permitiu a manutenção do cristianismo, enquanto procurava acabar com a influência do Império Bizantino sobre a Igreja da Armênia ao anexá-la à Igreja do Oriente. Contudo, seu filho e sucessor, Isdigerdes II (r. 438–457), era um pietista masdeísta e se comprometeu a impor o masdeísmo na Armênia.

## Vida
A parentela de Tatul é desconhecida, exceto que pertencia à dinastia local de Vananda. Em 450, quando Vardanes II liderou uma grande revolta contra a autoridade de Isdigerdes II, esteve entre os nobres que apoiaram a causa rebelde. Na Batalha de Calcal de 450, liderou a segunda divisão do exército, situada à direita. Na decisiva Batalha de Avarair de 26 de maio de 451, liderou a terceira divisão do exército rebelde. No rescaldo, foi um dos comandantes armênios que morreram em combate.